# سد و قفل کشتیرانی چوئبده
سد و قفل کشتیرانی چوئبده، سازه‌ای استراتژیک برای کنترل پیشروی آب شور خلیج فارس به پایین‌دست رودخانه بهمن‌شیر و کارون است که در انتهای رودخانه بهمن‌شیر در حاشیه جنوب شرقی جزیره آبادان درحال ساخت است. این پروژه به عنوان حلقه نهایی و حیاتی «طرح جامع کنترل شوری و احیای آبراهه‌های جنوب استان خوزستان» طراحی شده است. با وجود نقش مهم این پروژه در کنترل پیشروی آب دریا به درون ساحل، به دلیل کندی فرایند بوروکراتیک (به ویژه در سازمان حفاظت محیط زیست) با کندی در تخصیص بودجه و احداث مواجه بوده است. برخی فعالان محیط زیست علی‌رغم مطالعات انجام شده در مورد سد چوئبده، به شدت با ساخت آن در پایین‌دست بهمن‌شیر مخالف هستند و آن را را ضربه دیگری بر رود کارون دانسته‌اند.

## پیشینه و ضرورت طرح
معضل پیشروی آب شور خلیج فارس به بالادست رود کارون و بهمن‌شیر از ابتدای دهه ۱۳۴۰ ایجاد و موجب آسیب به نخلستان‌ها شد و درنتیجه از سال ۱۳۴۶ تدوین طرح برای جلوگیری از این معضل در دستور کار قرار گرفت و ساخت سازه‌های جلوگیری از پیشروی آب دریا رسماً از سال ۱۳۸۴ شروع شد. در دهه‌های اخیر، کاهش جریان آب شیرین از یک سو و نفوذ آب شور دریا در هنگام جزر و مد از سوی دیگر، باعث افزایش شدید شوری و تخریب تدریجی بخش‌های وسیعی از نخلستان‌ها و اراضی کشاورزی منطقه شده است. این بحران، اقتصاد مبتنی بر کشاورزی منطقه، به ویژه در شهرستان‌های آبادان و خرمشهر را با یک تهدید وجودی مواجه کرده و ضرورت یک مداخله مهندسی در مقیاس بزرگ را آشکار ساخته است.

## طراحی و عملکرد
موفقیت طرح جامع کنترل شوری و احیای آبراهه‌های جنوب استان خوزستان به عملکرد یکپارچه سه سازه اصلی وابسته است که در بین آن‌ها، سد چوئبده نقش دفاعی نهایی را ایفا می‌کند:
1. سد مارد: بر روی رود کارون، از ورود آب شور اروندرود به بالادست کارون جلوگیری و آب شیرین را با فشار و حجم کافی به داخل رود بهمن‌شیر هدایت می‌کند.
2. سد منیخ: در ابتدای بهمن‌شیر، جریان ورودی را کنترل می‌کند.
3. سد چوئبده: به عنوان مانع نهایی، ورود آب شور دریا به رود بهمن‌شیر را کنترل کرده و شیرینی آب در رودخانه بهمن‌شیر را تنظیم می‌کند.[۶]

## مشخصات
عملیات اجرایی سد چوئبده به صورت رسمی در تیرماه ۱۳۹۶ آغاز شد. با این حال، پروژه تقریباً بلافاصله در یک بن‌بست اداری-مالی پیچیده گرفتار شد که دلیل اصلی توقف طولانی‌مدت آن است. بر اساس قوانین ایران، تخصیص بودجه برای پروژه‌های بزرگ عمرانی منوط به کسب مجوز نهایی از سازمان حفاظت محیط زیست است. به گفته مسئولان، فرایند بررسی و صدور مجوز ارزیابی اثرات زیست‌محیطی (EIA) این طرح جامع، برای مدتی نزدیک به پنج سال در این سازمان متوقف ماند. این تأخیر طولانی در فرایند بوروکراتیک، مسیر قانونی برای دریافت بودجه مصوب از سازمان برنامه و بودجه کشور را با مشکل مواجه کرد.
سد و قفل کشتیرانی چوئبده یک سازه ترکیبی است که از دو بخش اصلی تشکیل شده است:

### بخش سد (Barrage)
- نوع سازه: سد سلولی (Cellular Dam) بتنی-فولادی که از سلول‌های فولادی به هم پیوسته تشکیل شده و با مصالح دانه‌ای پر می‌شود.
- طول کل سازه: حدود ۲۰۰ متر.
- ارتفاع سازه: حدود ۲۳ متر از کف فونداسیون که برای مقاومت در برابر نیروهای ناشی از مدهای قوی خلیج فارس طراحی شده است.
- دریچه‌های تخلیه: این سد مجهز به دریچه‌های تخلیه تحتانی برای مدیریت جریان و رسوبات خواهد بود.

### بخش قفل کشتیرانی (Navigation Lock)
- ابعاد محفظه: طول تقریبی ۸۰ متر و عرض ۱۲ متر برای تردد لنج‌های تجاری و شناورهای صیادی.